# Ambinaniroa
Ambinaniroa ou Ambinaniroa Andonaka est une commune rurale malgache située dans la partie sud-ouest de la région de la Haute Matsiatra.